# Tysklands förenade lag i olympiska vinterspelen 1956
Tysklands förenade lag, det gemensamma tyska lag som deltog i de olympiska spelen för Västtyskland och Östtyskland, deltog i olympiska vinterspelen 1956. Truppen bestod av 63 idrottare, 11 kvinnor och 52 män.

## Medaljer

### Guld
- Alpin skidåkning
  - Storslalom: Ossi Reichert

### Brons
- Backhoppning
- Herrar: Harry Glass

## Trupp
- Alpin skidåkning
  - Ossi Reichert
  - Sepp Behr
  - Mirl Buchner
  - Hannelore Glaser-Franke
  - Hans Peter Lanig
  - Beni Obermüller
  - Pepi Schwaiger
  - Marianne Seltsam
  - Sonja Sperl
  - Rochus Wagner
  - Karl Zillibiller
- Bob
  - Hans Henn
  - Hans Hohenester
  - Edmund Koller
  - Lorenz Nieberl
  - Jakob Nirschel
  - Andreas Ostler
  - Michael Pössinger
  - Hans Rösch
  - Franz Schelle
  - Silvester Wackerle
- Längdskidåkning
  - Else Amann Female
  - Rita Czech-Blasl
  - Helmut Hagg
  - Sonnhilde Hausschild-Kallus
  - Rudi Kopp
  - Erich Lindenlaub
  - Hermann Möchel
  - Werner Moring
  - Elfriede Spiegelhauer-Uhlig
  - Siegfried Weiss
  - Kuno Werner
- Konståkning
  - Tilo Gutzeit
  - Marika Kilius
  - Franz Ningel
  - Rose Pettinger
- Ishockey
  - Paul Ambros
  - Martin Beck
  - Toni Biersack
  - Karl Bierschel
  - Markus Egen
  - Arthur Endress
  - Bruno Guttowski
  - Alfred Hoffmann
  - Hans Huber
  - Ulli Jansen
  - Günther Jochems
  - Reiner Kossmann
  - Rudolf Pittrich
  - Hans Rampf
  - Kurt Sepp
  - Ernst Trautwein
  - Martin Zach
- Nordisk kombination
  - Helmut Böck
  - Gerhard Glass
  - Heinz Hauser
  - Herbert Leonhardt
- Backhoppning
  - Harry Glass
  - Max Bolkart
  - Sepp Kleisl
  - Werner Lesser
- Hastighetsåkning på skridskor
  - Hans Keller
  - Helmut Kuhnert